# Югра (хоккейный клуб)
«Югра́» Ханты-Мансийск — профессиональный хоккейный клуб, выступающий в ВХЛ. Клуб базируется в городе Ханты-Мансийске.
Клуб основан 1 октября 2006 года. В 2008—2010 гг. выступал в высшей лиге чемпионата России, с 2010 по 2018 года — в Континентальной хоккейной лиге.

Логотип команды до 2014 года

## История
Основан в 2006 году на средства администрации Ханты-Мансийского АО. В сезоне 2006/2007 выступал во II дивизионе чемпионата России и получил профессиональный статус; в сезоне 2007/2008 выступал в I дивизионе, а в сезонах 2008/2009 и 2009/2010 стал чемпионом Высшей лиги и стал первой командой в России, которой удавалось выиграть кубок Братины два раза подряд (успех «Югры» спустя 2 года повторил «Торос»).
В 2009 году клуб переехал на новую арену «Арена Югра», которая вмещает 5 500 человек.
В 2010 году клуб вошёл в состав КХЛ, сходу пробившись в плей-офф Кубка Гагарина. «Югра» завершила регулярный чемпионат на десятом месте (пятом в восточной конференции) с 87 очками. В четвертьфинале конференции «Югра» уступила в шести матчах магнитогорскому «Металлургу» (счет в серии 4-2). Лучшим бомбардиром команды в первом сезоне на высшем уровне стал Иван Хлынцев, который набрал 29 очков (11+18). Лучшим снайпером «Югры» был Игорь Скороходов с 16 голами. Среди защитников лучшей результативностью отметился Алексей Пепеляев с 16 очками (9+7).
В следующем сезоне «Югра» снова вышла в плей-офф, заняв 14 место в регулярном чемпионате (8 в конференции), где уступила в пяти матчах челябинскому «Трактору» (счет в серии 4-1).
С сезона 2011/2012 у команды появился представитель в МХЛ, им стал клуб «Мамонты Югры», который базируется также в Ханты-Мансийске.
28 марта 2018 года, после заседания совета директоров КХЛ, стало известно, что «Югра» и «Лада» исключены из числа участников чемпионата. Она будет выступать в ВХЛ.

## История выступлений

### Результаты выступления вВысшей лиге
И — количество проведенных игр, В — выигрыши в основное время, ВО — выигрыши в овертайме, ВБ — выигрыши в послематчевых буллитах, ПО — проигрыши в овертайме, ПБ — проигрыши в послематчевых буллитах, П — проигрыши в основное время, О — количество набранных очков, Ш — соотношение забитых и пропущенных голов, МЧ — место в чемпионате, МД — Место в дивизионе
| Сезон   | И  | В  | ВО | ВБ | ПБ | ПО | П  | О   | Ш       | МЧ/МД | Результаты серий с соперниками в плей-офф                  | Результат в плей-офф                            |
| ------- | -- | -- | -- | -- | -- | -- | -- | --- | ------- | ----- | ---------------------------------------------------------- | ----------------------------------------------- |
| 2008/09 | 54 | 34 | 3  | 3  | 3  | 2  | 9  | 188 | 188-106 | 4/2   | 3:1 Южный Урал; 3:1 Сокол; 3:2 Дмитров; 3:0 Крылья Советов | Чемпион                                         |
| 2009/10 | 42 | 30 | 1  | 2  | 0  | 4  | 5  | 100 | 148-88  | 2/1   | 3:2 Мечел; 3:1 Нефтяник; 3:1 Дизель; 3:1 Торос             | Чемпион                                         |
| Всего   | 96 | 64 | 4  | 5  | 3  | 6  | 14 | 288 | 336-194 | —     | В плей-офф участвовали 2 раза. Общий счет: 24:9            | В плей-офф участвовали 2 раза. Общий счет: 24:9 |

### Результаты выступления в КХЛ
И — количество проведенных игр, В — выигрыши в основное время, ВО — выигрыши в овертайме, ВБ — выигрыши в послематчевых буллитах, ПО — проигрыши в овертайме, ПБ — проигрыши в послематчевых буллитах, П — проигрыши в основное время, О — количество набранных очков, Ш — соотношение забитых и пропущенных голов, МЧ — место в чемпионате, МК — место в конференции
| Сезон   | И   | В   | ВО | ВБ | ПБ | ПО | П   | О   | Ш         | МЧ | Результаты серий с соперниками в плей-офф      | Результат в плей-офф                           |
| ------- | --- | --- | -- | -- | -- | -- | --- | --- | --------- | -- | ---------------------------------------------- | ---------------------------------------------- |
| 2010/11 | 54  | 22  | 0  | 6  | 6  | 3  | 17  | 87  | 145-151   | 10 | 2:4 Металлург Мг                               | 1/8 финала                                     |
| 2011/12 | 54  | 19  | 1  | 8  | 4  | 3  | 19  | 83  | 139-134   | 14 | 1:4 Трактор                                    | 1/8 финала                                     |
| 2012/13 | 52  | 19  | 4  | 3  | 3  | 0  | 23  | 74  | 153-163   | 16 | -                                              | Не играли                                      |
| 2013/14 | 54  | 16  | 1  | 3  | 2  | 6  | 26  | 64  | 128-166   | 22 | -                                              | Не играли                                      |
| 2014/15 | 60  | 14  | 5  | 2  | 5  | 3  | 31  | 64  | 134-176   | 25 | -                                              | Не играли                                      |
| 2015/16 | 60  | 19  | 3  | 3  | 2  | 1  | 32  | 72  | 120-178   | 23 | -                                              | Не играли                                      |
| 2016/17 | 60  | 18  | 2  | 2  | 3  | 1  | 34  | 66  | 112-148   | 25 | -                                              | Не играли                                      |
| 2017/18 | 56  | 7   | 4  | 6  | 0  | 7  | 32  | 48  | 93-167    | 27 | -                                              | Не играли                                      |
| Всего   | 450 | 134 | 20 | 33 | 25 | 24 | 214 | 558 | 1024-1313 | —  | В плей-офф участвовали 2 раза. Общий счёт: 3:8 | В плей-офф участвовали 2 раза. Общий счёт: 3:8 |

### Результаты выступления в ВХЛ
И — количество проведенных игр, В — выигрыши в основное время, ВО — выигрыши в овертайме, ВБ — выигрыши в послематчевых буллитах, ПО — проигрыши в овертайме, ПБ — проигрыши в послематчевых буллитах, П — проигрыши в основное время, О — количество набранных очков, Ш — соотношение забитых и пропущенных голов, МЧ — место в чемпионате, МК — место в конференции
| Сезон   | И   | В   | ВО | ВБ | ПБ | ПО | П  | О   | Ш        | МЧ/МК | Результаты серий с соперниками в плей-офф                  | Результат в плей-офф                            |
| ------- | --- | --- | -- | -- | -- | -- | -- | --- | -------- | ----- | ---------------------------------------------------------- | ----------------------------------------------- |
| 2018/19 | 56  | 28  | 6  | 2  | 2  | 1  | 17 | 75  | 173-120  | 7     | 0:3 Сарыарка                                               | 1/8 финала                                      |
| 2019/20 | 54  | 27  | 3  | 7  | 2  | 3  | 12 | 79  | 153-111  | 3/2   | 4:1 Химик; 2:2 Рубин                                       | Прерван                                         |
| 2020/21 | 50  | 35  | 1  | 3  | 2  | 4  | 5  | 84  | 162-88   | 1     | 4:1 Динамо МО; 4:0 Химик; 4:3 Динамо СПб; 4:1 Металлург Нк | Чемпион                                         |
| 2021/22 | 52  | 32  | 4  | 4  | 4  | 1  | 7  | 85  | 175-105  | 1     | 4:0 Барс; 4:1 Горняк-УГМК; 2:4 Динамо СПб                  | 1/2 финала                                      |
| 2022/23 | 50  | 29  | 7  | 0  | 5  | 1  | 8  | 78  | 163-99   | 1     | 2:4 Горняк-УГМК                                            | 1/8 финала                                      |
| 2023/24 | 56  | 30  | 6  | 2  | 2  | 4  | 12 | 82  | 185-126  | 5     | 4:3 Тамбов; 4:3 Химик; 1:4 АКМ                             | 1/2 финала                                      |
| Всего   | 318 | 181 | 27 | 18 | 17 | 14 | 61 | 483 | 1011-649 | —     | В плей-офф участвовали 6 раз. Общий счёт: 43:27            | В плей-офф участвовали 6 раз. Общий счёт: 43:27 |

## Главные тренеры
- Вимба Сергей Владимирович (2006—2007 гг.)
- Лепихин Вячеслав Александрович (2007—2008 гг.)
- Шепелев Сергей Михайлович (2008—2013 гг.)
- Давыдов Олег Анатольевич (2013—2014 гг.)
- Юшкевич Дмитрий Сергеевич (2014—2015 гг.)
- Потайчук Андрей Александрович (2015 г.)
- Езовских Павел Павлович (2015—2016 гг.)
- Соколов Андрей Павлович (2016 г.)
- Разин Андрей Владимирович (2016—2017 гг.)
- Захаркин Игорь Владимирович (2017 г.)
- Емелин Анатолий Анатольевич (2017—2018 гг.)
- Ждахин Алексей Геннадьевич (2018—2019 гг.)
- Епанчинцев Вадим Сергеевич (2019—2022 гг.)
- Занковец Эдуард Константинович (2022—2023 гг.)
- Епанчинцев Вадим Сергеевич (2023—2024 гг.)
- Решетников Сергей Борисович (2024 г.)
- Александр Перов (2024—н. в.)

## Достижения
- Чемпион Высшей лиги (2008/09, 2009/10, 2020/21)
- Обладатель Кубка Открытия ВХЛ (2021/22, 2022/23)
- Чемпион Первой лиги (2007/08)
- Чемпион Второй лиги (2006/07)
- Обладатель Кубка Республики Башкортостан (2011)
- Финалист Мемориала Блинова (2012)

## Текущий состав
По состоянию на 19.10.2024 года
| Вратари    |               |                      |                  |
| Номер      | Страна        | Имя                  | Дата рождения    |
| 1          | Флаг России   | Максим Клоберданец   | 14 января 2001   |
| 20         | Флаг России   | Кирилл Герасимюк     | 22 августа 2003  |
| 50         | Флаг России   | Владимир Сохатский   | 28 декабря 1989  |
| Защитники  |               |                      |                  |
| Номер      | Страна        | Имя                  | Дата рождения    |
| 4          | Флаг России   | Анатолий Елизаров    | 14 июня 1998     |
| 9          | Флаг России   | Пётр Ясинский        | 22 июля 2000     |
| 14         | Флаг России   | Руслан Ибатуллин     | 30 июня 1994     |
| 27         | Флаг России   | Игорь Чибриков       | 30 ноября 2001   |
| 43         | Флаг России   | Александр Угольников | 14 января 1989   |
| 47         | Флаг России   | Павел Медведев       | 17 октября 1995  |
| 72         | Флаг России   | Константин Савчик    | 3 февраля 2005   |
| 84         | Флаг России   | Кирилл Спиценко      | 29 ноября 1999   |
| 89         | Флаг Беларуси | Даниил Липский       | 6 февраля 2002   |
| 93         | Флаг России   | Даниил Дергоусов     | 28 августа 2003  |
| Нападающие |               |                      |                  |
| Номер      | Страна        | Имя                  | Дата рождения    |
| 10         | Флаг России   | Семён Асташевский    | 29 сентября 2000 |
| 11         | Флаг России   | Павел Махановский    | 2 сентября 1993  |
| 12         | Флаг России   | Марсель Шолохов      | 12 января 1998   |
| 16         | Флаг России   | Александр Шэн        | 1 марта 2006     |
| 18         | Флаг России   | Данил Веряев         | 13 июля 1998     |
| 21         | Флаг России   | Максим Цыбин         | 21 января 2000   |
| 38         | Флаг России   | Егор Гурзанов        | 18 июня 2002     |
| 42         | Флаг России   | Владислав Шутов      | 19 июня 2001     |
| 55         | Флаг России   | Никита Гончаров      | 15 июня 1999     |
| 63         | Флаг России   | Юрий Платонов        | 14 мая 2000      |
| 71         | Флаг России   | Матвей Кабуш         | 17 мая 2002      |
| 87         | Флаг России   | Денис Сорокин        | 7 мая 2005       |
| 92         | Флаг России   | Итай-Иешуа Гуревич   | 19 февраля 2006  |
| 95         | Флаг России   | Семён Иванов         | 10 июля 1995     |
| 97         | Флаг России   | Кирилл Мельниченко   | 23 февраля 2002  |
| 98         | Флаг России   | Илья Авраменко       | 13 сентября 1998 |

## Руководство
- Генеральный директор — Василий Александрович Филипенко
- Генеральный менеджер — Сергей Владимирович Гусев

## Тренерский штаб
- Главный тренер — Александр Перов
- Старший тренер — Алексей Чикалин
- Тренер вратарей — Павел Орлов
- Тренер-консультант — Максим Бражинский

## Участники Матча всех звёзд
Игроки, вызывавшиеся на Матч звёзд КХЛ из состава «Югры»:
Жирным выделены игроки, выбранные в стартовый состав.
* Статитстика за два матча.